# 谢尔河畔阿宰
谢尔河畔阿宰（法語：Azay-sur-Cher，法語發音：[azɛ syʁ ʃɛʁ]）是法国安德尔-卢瓦尔省的一个市镇，位于该省东部，属于图尔区。

## 地理
谢尔河畔阿宰（47°20'57"N, 0°50'46"E）面积22.85 平方千米，位于法国中央-卢瓦尔河谷大区安德尔-卢瓦尔省，该省份为法国中西部省份，北起萨尔特省、东北接卢瓦-谢尔省，东南接安德尔省，南至维埃纳省，西临曼恩-卢瓦尔省。
与谢尔河畔阿宰接壤的市镇（或旧市镇、城区）包括：谢尔河畔阿泰、埃夫尔、卢瓦尔河畔蒙卢伊、圣马丹勒博、特吕、韦雷特。

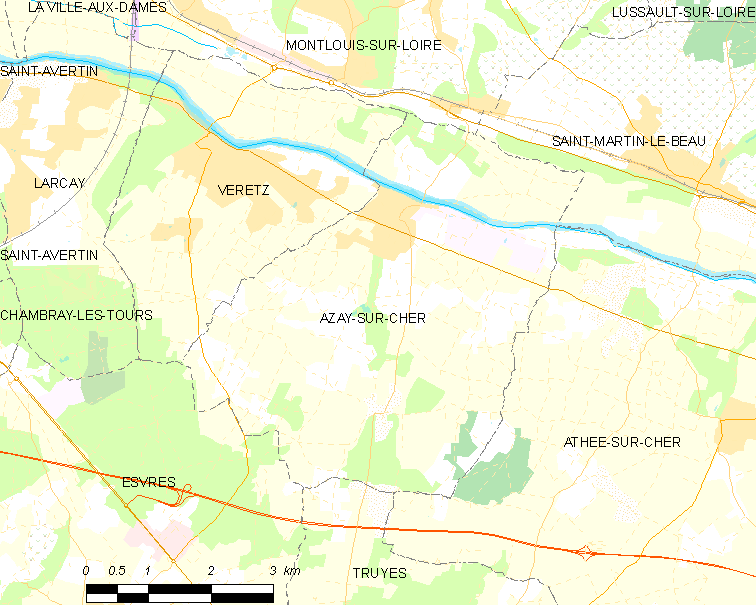
谢尔河畔阿宰的OSM定位图

谢尔河畔阿宰的时区为UTC+01:00、UTC+02:00（夏令时）。

## 行政
谢尔河畔阿宰的邮政编码为37270，INSEE市镇编码为37015。

## 政治
谢尔河畔阿宰所属的省级选区为布莱雷县。

## 人口

1962-2008年间谢尔河畔阿宰人口变化图示

谢尔河畔阿宰于2022年1月1日时的人口数量为3127人。